# Leszno (powiat warszawski zachodni)

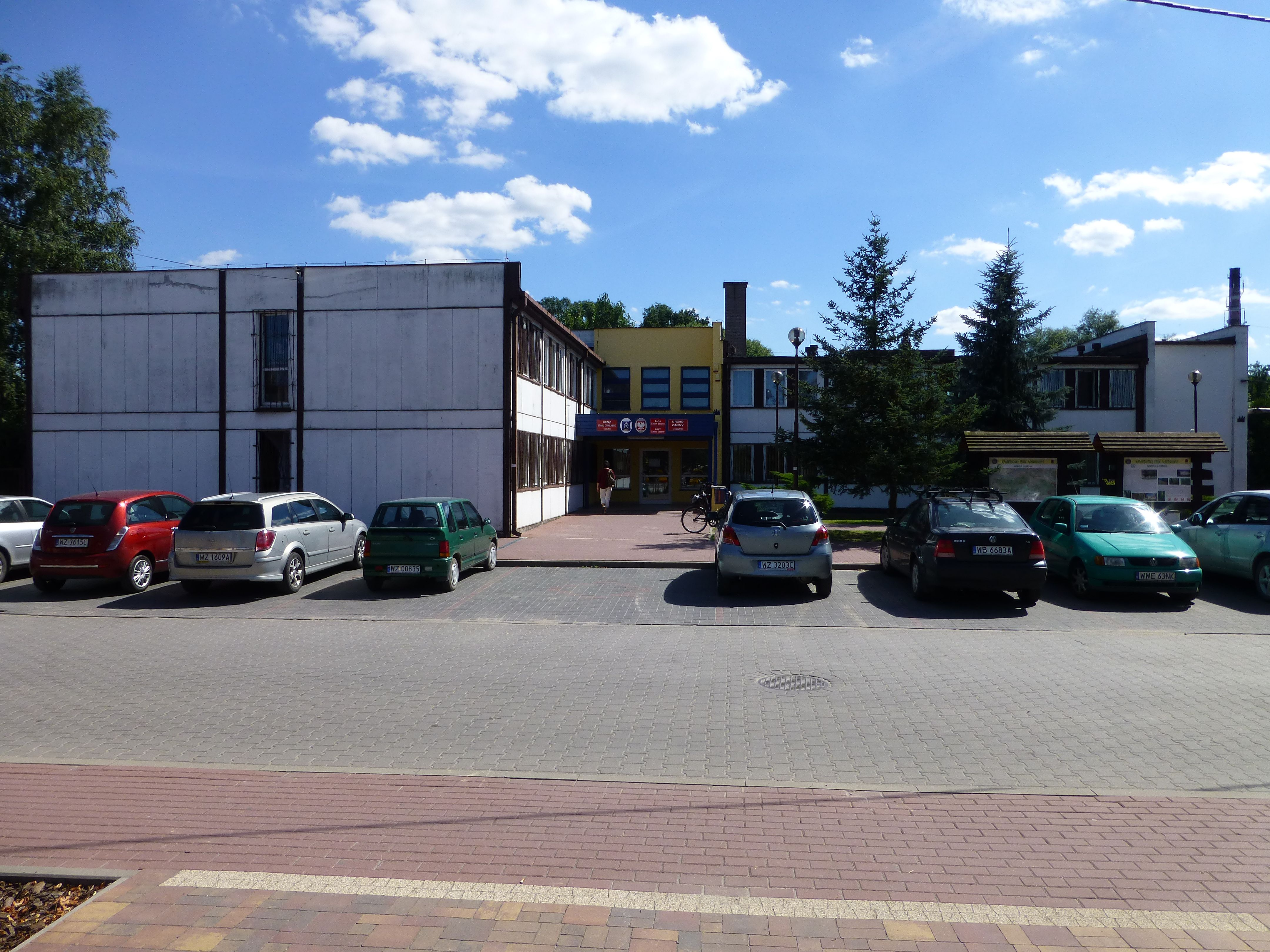
Urząd gminy

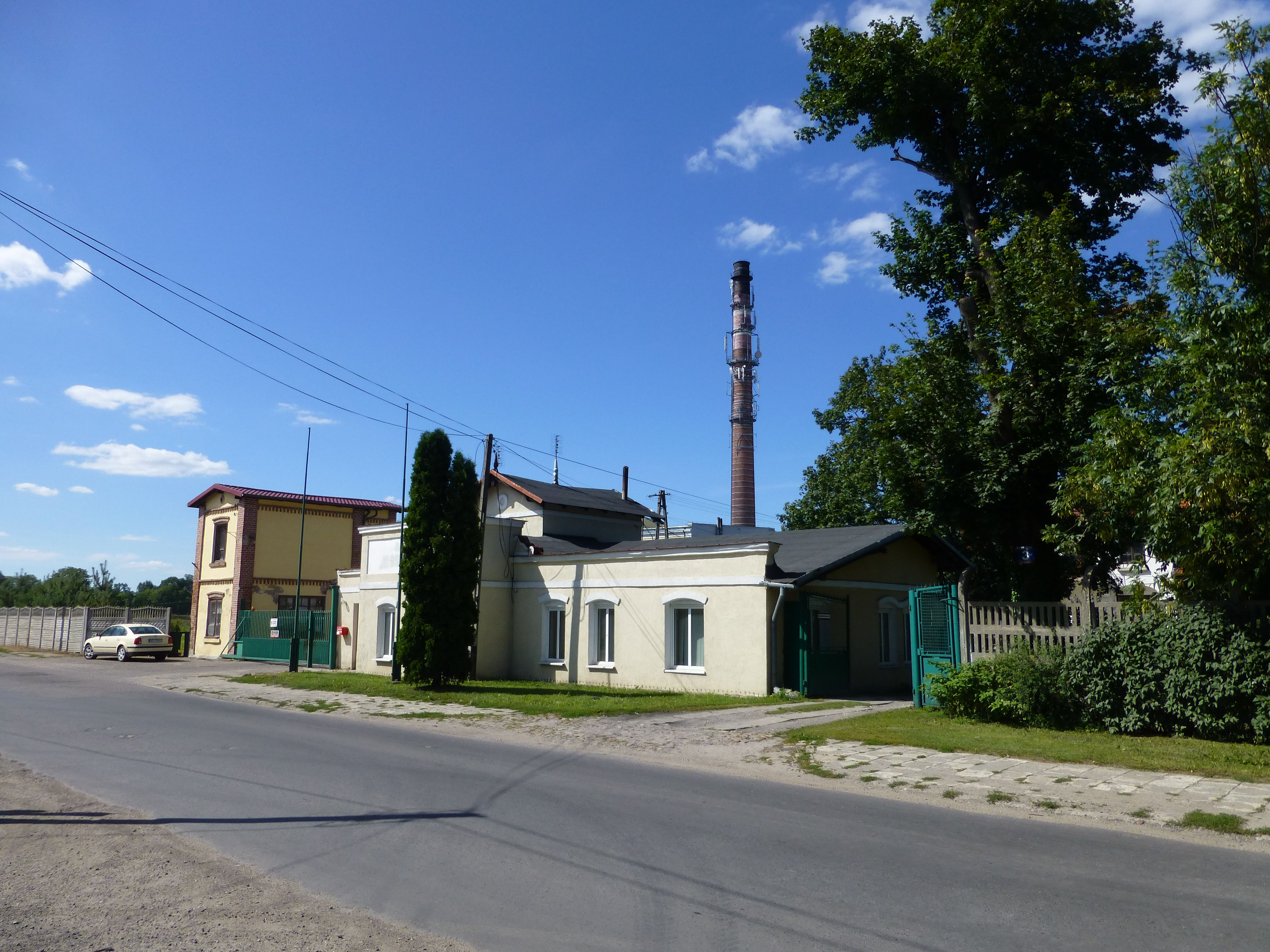
Budynki nieistniejącej już Cukrowni Michałów. Obecnie swoją siedzibę ma tutaj firma Coral EGL Sp. z o.o.

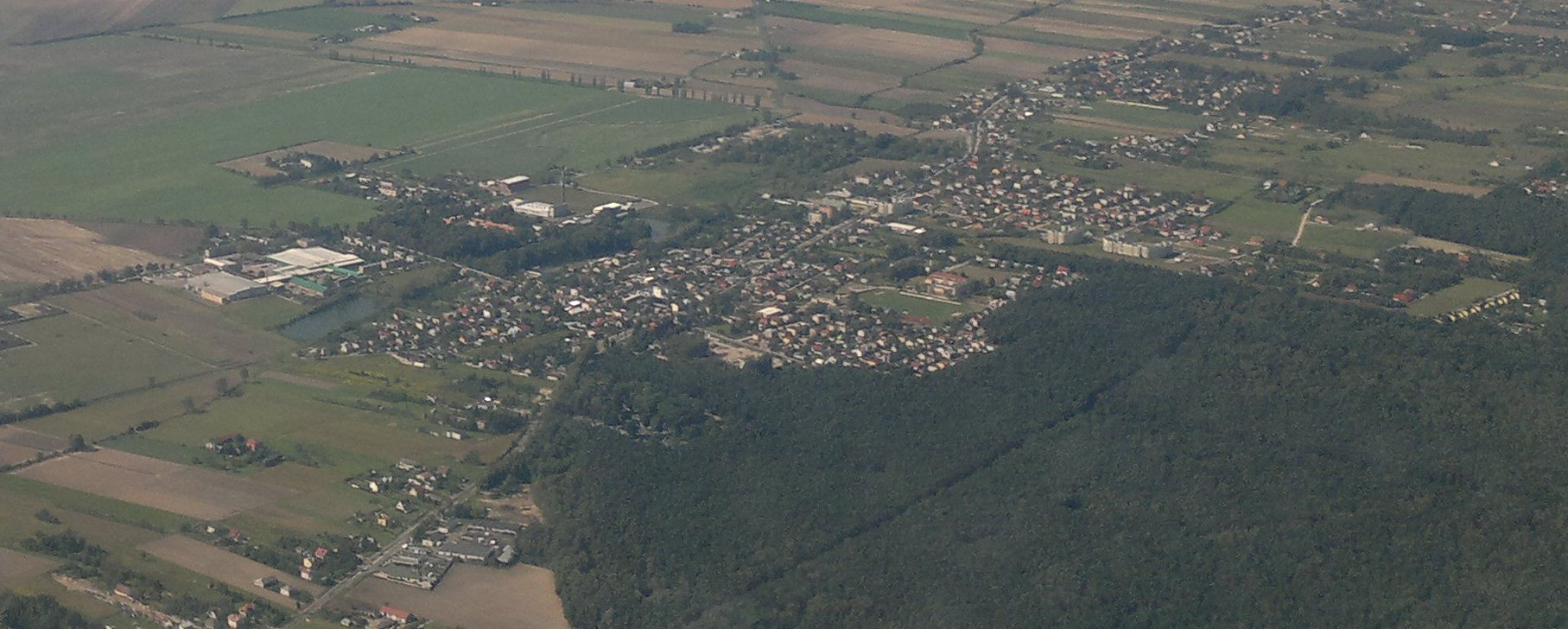
Leszno z lotu ptaka. Widok całej miejscowości z północnego wschodu

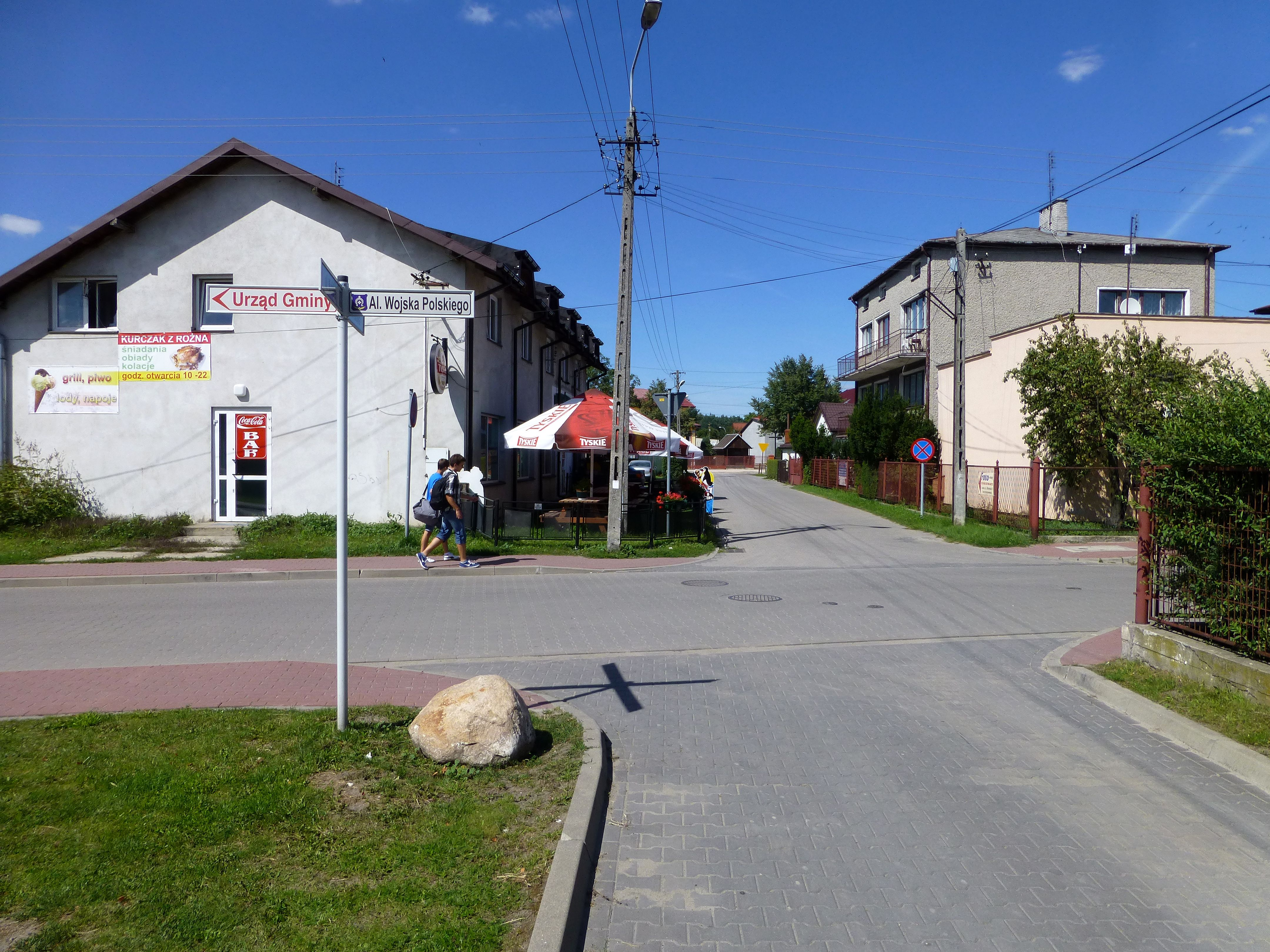
Ulica w Lesznie

Leszno – wieś w Polsce położona w województwie mazowieckim, w powiecie warszawskim zachodnim, siedziba gminy Leszno. Leży przy południowej granicy Kampinoskiego Parku Narodowego. Leszno ma charakter małego miasteczka, choć nie posiada praw miejskich.
Miejscowość jest siedzibą gminy Leszno. Na terenie wsi utworzono trzy sołectwa Leszno Południe, Leszno Północ i Leszno Wschód.
| SIMC    | Nazwa          | Rodzaj    |
| ------- | -------------- | --------- |
| 0004475 | Białuty        | część wsi |
| 0004469 | Leszno (osada) | część wsi |

Wieś szlachecka położona była w drugiej połowie XVI wieku w powiecie sochaczewskim ziemi sochaczewskiej województwa rawskiego. W latach 1975–1998 miejscowość administracyjnie należała do województwa warszawskiego.
Powierzchnia Gminy Leszno wynosi 12 503 ha, z czego 51% stanowią użytki rolne (w tym grunty orne 39%), a 42% lasy (Kampinoski Park Narodowy).

## Położenie
Leszno leży przy skrzyżowaniu drogi wojewódzkiej nr 580 z Warszawy do Sochaczewa i drogi wojewódzkiej nr 579 Nowy Dwór Mazowiecki – Grodzisk Mazowiecki. Do Leszna można dojechać linią autobusową ZTM 719 z Warszawy z przystanku Metro Bemowo.

## Historia

### Początki miejscowości
Ślady pierwszego osadnictwa w rejonie dzisiejszego cmentarza i jeziora Tomczyn datowane są na 1400–1200 p.n.e.
Pierwsza wzmianka o Lesznie pochodzi z 1423 roku. W 1579 r. Leszno posiada aż 5 właścicieli (m.in. Plichtów, Łuszczewskich, Szymanowskich, Piotrowskich), we wniosku parafii Leszno podano liczbę miejscowych wiosek.
W 1603 parafia leszczyńska wizytowana jest przez biskupa Wawrzyńca Goślickiego. W Lesznie istnieje nowy kościół pw. św. Jana Chrzciciela, funkcjonuje także szkoła parafialna. W 1725 r. z fundacji Waleriana Łuszczewskiego powstaje kolejny nowy, drewniany kościół. W 1737 r. parafia otrzymuje od wdowy po Walerianie Łuszczewskim obraz Matki Bożej Łaskawej nieznanego malarza; obraz ten zachował się do dziś w dobrym stanie. W 1783 r. nastąpił gruntowny remont kościoła z funduszów kolatorki kościoła Anny Szymanowskiej.
W 1765 r. miała miejsce lustracja królewska i opisano rabunkową gospodarkę lasów puszczańskich.
W I połowie XVIII w. Łuszczewscy wznieśli późnobarokowy pałac w otoczeniu parku.

### Pod zaborami
W 1821 r. powstał nowy cmentarz (dzisiejszy cmentarz parafialny). W 1827 roku Leszno liczyło 31 domów.
W 1830 r. pałac leszczyński stał się własnością rodziny Piotrowskich. W 1849 r. rozpoczęła się budowa cukrowni Michałów przez Michała Piotrowskiego, właściciela majątku oraz Jana Bersona, po 3 latach cukrownia zatrudniała ok. 200 pracowników. W połowie XIX w. nastąpił zakup dóbr leszczyńskich przez Bersona. Powstało Towarzystwo Akcyjne Cukrownia "Michałów". Berson przeprowadził bitą drogę łączącą Leszno z Błoniem.
Pod koniec XIX wieku, zarządcą majątku Bersona w Lesznie był Juliusz Tauchert, dziadek generała Władysława Andersa.
W 1880 r. Leszno posiadało szkołę elementarną z 3 oddziałami. Uczęszczało do niej ok. 150 dziewcząt i chłopców. Przy szkole funkcjonowała biblioteka.
W 1888 r. do cukrowni została sprowadzona pierwsza w Polsce turbina parowa. W końcu XIX w. Leszno liczyło 520 mieszkańców i było zaliczane do dużych osad.
W lipcu 1898 r. nastąpiło poświęcenie nowego, neogotyckiego kościoła, wybudowanego według planów architekta Władysława Hirszla.
W 1900 r. trwała modernizacja cukrowni; początek produkcji cukru białego kryształu. W roku 1905 cukrownia "Michałów" zatrudniała 500 robotników. W 1906 r. wystąpiły zamieszki religijne na tle zajęcia kościoła przez dynamicznie rozwijający się ruch mariawicki. Parafia rzymskokatolicka, po próbach odzyskania kościoła siłą, ostatecznie przejęła go na mocy nakazu sądowego w dniu 25 września. W wyniku powyższego konieczna staje się budowa kościoła mariawickiego. Powstał on we wsi Grądy, dziś na terenie Leszna.
W 1912 r. powołano do życia Ochotniczą Straż Pożarną w Lesznie. W 1915 r. w czasie I wojny światowej w czasie walk ulega zniszczeniu wieża i dach kościoła.

### Okres międzywojenny
Jak donosił w styczniu 1919 roku dowódca szwadronu Jazdy Ziemi Łowickiej likwidujący w regionie Milicje Robotnicze Leszno było w tym okresie "gniazdem bolszewizmu".
W 1920 r. Leszno liczyło ok. 2860 mieszkańców.
1 maja 1924 r. wybuchł strajk robotników Cukrowni zorganizowany przez komórkę PPS. Został on zlikwidowany, a organizatorzy aresztowani przez policję.
W 1926 r. powstały placówki Ochotniczej Straży Pożarnej w Czarnowie i Łubcu. W 1927 r. oddano do użytku budynek nowej szkoły w Czarnowie, wybudowanej z funduszy gminy.
W 1931 r. miała miejsce wizyta prezydenta Ignacego Mościckiego w Lesznie.
1 września 1938 r. zostały oddane do użytku nowe szkoły w Lesznie i w Łubcu.
W 1938 r. miała miejsce darowizna trzech samolotów RWD i 4 spadochronów dla Wojska Polskiego od zarządu cukrowni (wspólnie z innymi cukrowniami).

### II wojna światowa
W dniach 16–17 września 1939 r. trwały walki prowadzone przez wojska polskie osłaniające odwrót Armii "Poznań" i "Pomorze" przez Puszczę Kampinoską. 17 września Niemcy spalili Leszno. Zniszczeniu uległo ok. 75% miejscowości, zginęło wielu mieszkańców. W tych samych dniach trwa bitwa pod Grabiną. We wrześniu spłonęły w czasie walk także zabudowania w Zaborowie i Wyględach.
Rok 1942 to początek akcji przyjmowania zrzutów broni i skoczków z Anglii w Puszczy Kampinoskiej. We wrześniu 1944 r. miał miejsce atak przeprowadzony przez partyzantów na własowców we wsi Marianów, tzw. wypad na Marianów. Śmierć poniosło ponad 100 żołnierzy wroga.
24 września 1944 r. miała miejsce pacyfikacja wsi Zaborówek, która została spalona w odwecie za pomoc okazywaną partyzantom AK. 27 września 1944 r. nastąpił wymarsz żołnierzy Grupy Kampinos AK w lasy świętokrzyskie zakończony tragicznie 29 września zniszczeniem zgrupowania pod wsią Budy-Zosiny koło Jaktorowa. Po wyjściu oddziałów partyzanckich wsie puszczańskie zostały spacyfikowane, ludność wymordowana, a zabudowania spalone.
17 stycznia 1945 r. nastąpiło wyzwolenie terenów obecnej gminy Leszno spod okupacji niemieckiej.

### Okres współczesny
20 listopada 1945 r. to początek pierwszej powojennej kampanii cukrowniczej. W końcu lat 40. XX w. nastąpiło upaństwowienie majątków Bersohnów w Lesznie i Gronowskich w Rochalach. Na ich ziemiach powstaje PGR Leszno.
W 1963 r. w budynku po byłej ochronce otwarto Wiejski Ośrodek Zdrowia.
W 1967 r. w pobliskim Julinku została powołana do życia jedyna w Polsce Państwowa Szkoła Cyrkowa z zimową bazą taboru.
W 1970 r. w Lesznie powstał Specjalny Ośrodek Szkolno-Wychowawczy im. płk. Jerzego Strzałkowskiego dla młodzieży (w szkole z 1938 r.).
W 1992 r. nastąpił remont kościoła mariawitów. W 1994 r. odbyła się wizytacja parafii w Lesznie dokonana przez prymasa Polski Józefa Glempa. We wrześniu 1995 r. rejonowe dożynki odbyły się w Lesznie. Najważniejszą częścią uroczystości była polowa msza celebrowana przez Józefa Glempa i uroczyste poświęcenie przez niego herbu i flagi gminy Leszno.
W 1996 r. w cukrowni Michałów przeprowadzono ostatnią pełną kampanię, trwającą 89 dni i wyprodukowano 8262 t cukru. W 1997 r. nastąpiło zakończenie budowy sieci wodociągów w gminie Leszno. Jesienią 2004 roku cukrownia Michałów została zburzona po 152 latach istnienia.

## Religia
Na terenie miejscowości działają 4 związki wyznaniowe: Kościół Rzymskokatolicki (parafia Narodzenia św. Jana Chrzciciela), Kościół Starokatolicki Mariawitów (parafia św. Jana Chrzciciela), Kościół Katolicki Mariawitów (diaspora pozostająca pod opieką parafii w Warszawie) oraz Świadkowie Jehowy (wyznawcy należą do zboru w Błoniu).
Leszczyńcy wierni Kościoła Katolickiego Mariawitów odprawiają adorację ubłagania 10 dnia każdego miesiąca.

## Zabytki i atrakcje turystyczne

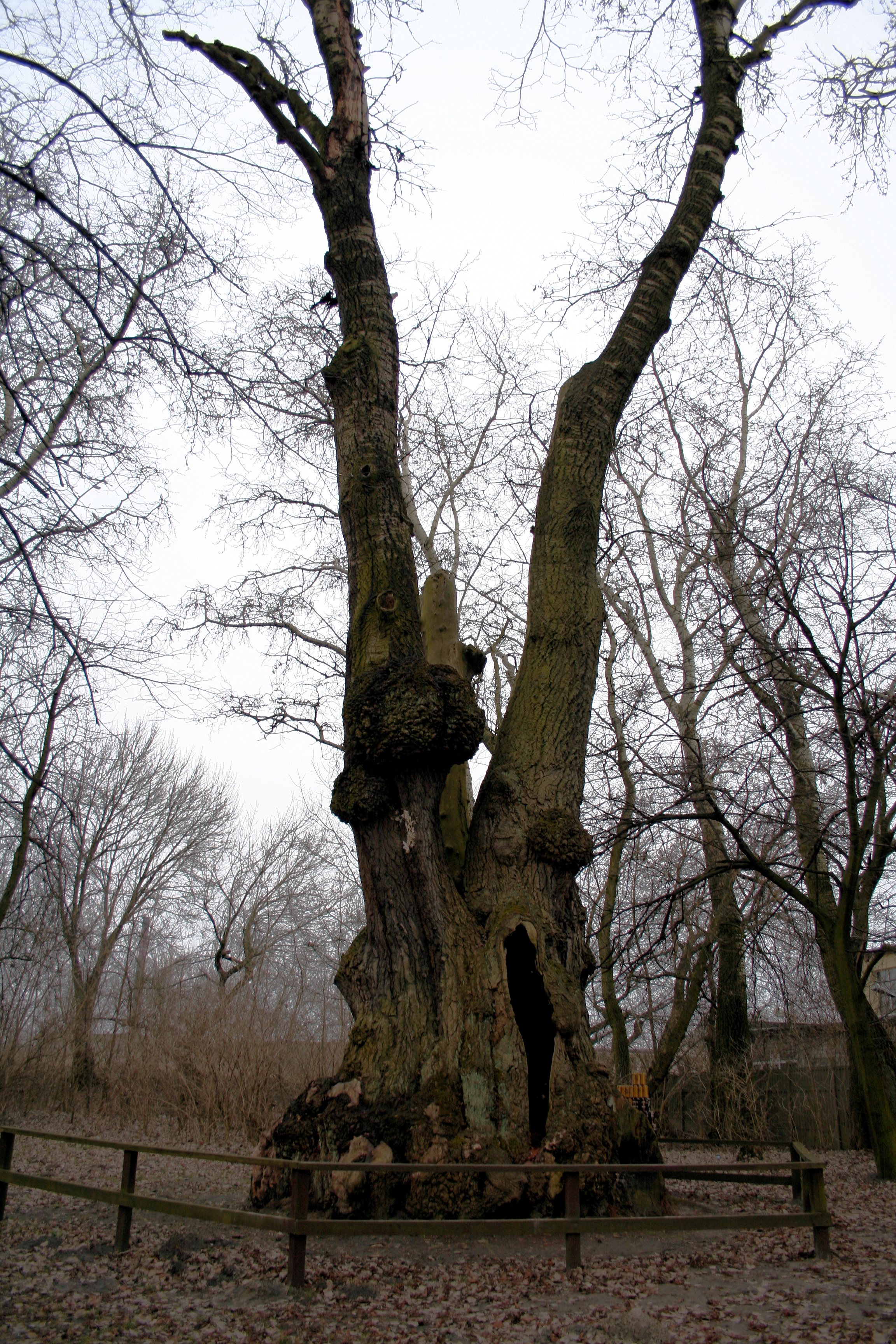
Topola Lesznowska

- Barokowy pałac Łuszczewskich z I połowy XVIII w., później rozbudowany, obecnie odnowiony ośrodek szkoleniowo-konferencyjny banku BGŻ BNP Paribas.
- Park krajobrazowy z przełomu XVIII I XIX w. wokół pałacu, a w nim dwa pomnikowe drzewa: dąb szypułkowy i jesion wyniosły.
- Neogotycki kościół parafialny pw. Narodzenia św. Jana Chrzciciela z lat 1894–1898 wg projektu Władysława Hirszela[12]. Wewnątrz w prezbiterium polichromia o charakterze secesyjnym z początku XX w. autorstwa Feliksa Koneckiego. Neogotycki drewniany ołtarz główny powstał według projektu Hugona Kudery w Warszawie, konsekrowany w 1912 roku. W 1921 roku uzupełniono polichromię ozdabiając nią cały kościół.
- Starokatolicki kościół mariawitów pod wezwaniem św. Jana Chrzciciela (parafialny).
- Niedziałająca już Cukrownia Michałów i Oddział Instytutu Przemysłu Cukrowniczego.
- Na cmentarzu parafialnym kwatera żołnierzy poległych w II wojnie światowej i ofiar terroru hitlerowskiego.
- Park Karpinek, w którym istniał dworek należący początkowo do rodziny Karpińskich, później Zalewskich. W czasie okupacji stacjonował w nim Wehrmacht, później przez krótki czas siedziba SD i Gestapo. Po wojnie mieściła się w nim szkoła średnia, następnie przeznaczony na cele mieszkaniowe. Został rozebrany na przełomie lat siedemdziesiątych i osiemdziesiątych XX w. Do 4 maja 2012 roku w parku rosła Topola Lesznowska – topola biała (białodrzew), najgrubsza i najstarsza topola w Polsce o obwodzie 991–1053 cm (2009)[13]. W 1978 r. ustanowiona pomnikiem przyrody. Oprócz tego inne obiekty są chronionymi prawem pomnikami przyrody: dąb szypułkowy (od 2004 roku) i kasztanowiec zwyczajny (od 1978 roku). W październiku 2016 roku w parku otwarto ścieżkę dydaktyczną.

## Honorowi obywatele
- Joanna Pajkowska – polska żeglarka, kapitan jachtowy. Jako pierwsza Polka opłynęła świat samotnie na jachcie żaglowym bez zachodzenia do portów[14].
- Robert Lewandowski – polski piłkarz. Zawodnik FC Barcelona i Reprezentacji Polski. Piłkarz Roku FIFA 2020 i 2021. Pochodzi z Leszna, stawiał tu pierwsze piłkarskie kroki, trenując w miejscowym klubie Partyzant Leszno[15].
- Edmund Waleriańczyk – polski chemik. Autor książek o historii Leszna i cukrowni Michałów, mieszka w gminie Leszno[16].